# ヴァン・ヘルシング
エイブラハム・ヴァン・ヘルシング教授（エイブラハム・ヴァン・ヘルシングきょうじゅ、英：Professor Abraham Van Helsing）は、ブラム・ストーカーによるイギリスの小説『吸血鬼ドラキュラ』（1897年）に登場する架空の人物。アムステルダム大学に在籍する60歳のオランダ人老学者であり、専門は精神医学だが、博学者で多様な業績を持つ。作中ではもっぱらヴァン・ヘルシングと呼称される。かつての教え子の招聘を受けてある患者の診察を行い、それが吸血鬼の仕業だと見抜き、ドラキュラ伯爵との戦いに参加する。
ヴァン・ヘルシングのモデルは、ストーカーとも交友があったハンガリー人学者ヴァーンベーリ・アールミンと一般に考えられている。
原作中におけるヴァン・ヘルシングは、たまたま吸血鬼事件に関与し、そのまま吸血鬼討伐に参加する博識な老学者であるが、後の翻案作品においては明白に主人公として描かれ、吸血鬼ハンターとして描かれることがある。特に原作ではドラキュラ伯爵を討伐するのはジョナサンとモリスであるが、ヴァン・ヘルシングがドラキュラ伯爵を討ち倒す作品も多い。これら翻案作品の影響から吸血鬼ハンターあるいは怪物ハンターの代名詞的となっている。
なお、オランダ人の姓名としてのヴァン（Van）は姓の一部であり、ヴァン単体で姓のように扱うのは本来は誤用である。また、ヴァンと呼ぶのは英語読みであり、翻案作品によってはオランダ人名としてファン・ヘルシングとするものもある。さらには1936年の映画『女ドラキュラ』では、ドイツ語のフォン（Von）に置き換えられ、作中ではフォン・ヘルシングと呼称されていた。

## 原作における活躍
ヴァン・ヘルシングが作中に登場するのは物語中盤の第10章（名前だけなら第9章）である。
精神科医ジャック・セワードは、自身の患者であり、求婚したこともあった19歳の美しい女性ルーシー・ウェステンラが原因不明の眠り病に冒されていることに対し、オランダにいる恩師ヴァン・ヘルシングに手紙を書いて助けを求める。かつてヘルシングはセワードに命を救われた過去を持っていたため、師弟以上の交友関係があり、手紙を受けたヘルシングは過去の恩を返せるとしてすぐにイギリスへとやってくる。
ルーシーを診察したヘルシングはこれが吸血鬼の仕業だとすぐに見抜く。この吸血鬼とはドラキュラ伯爵のことであるが、この時点では彼らはまったくドラキュラのことを知らない。ヘルシングは吸血鬼が嫌うというニンニクの花を彼女の家の至るところに飾り、さらにはニンニクの花で作った花輪も彼女につけさせ、常に首筋を隠すよう忠告する。しかし、普通であれば荒唐無稽な話のため、混乱を避けるために吸血鬼対策とは周りに教えなかったことが仇となり、家の使用人がニンニクの花を片付けてしまい、最終的にはドラキュラによってルーシーは死ぬ。
ヘルシングは、ルーシーの仇を討ちたいセワードや彼女の婚約者ゴダルミング卿、モリスらに助力することを決意し、仲間たちに吸血鬼について説明する。やがてルーシーの友人ミナを通して、ジョナサン・ハーカーの日記を読み、ドラキュラの存在を知る。一方でルーシーが吸血鬼化したことにも気づき、彼女の墓を暴いてこれを証明し、仲間と共にこれを討つ。
ジョナサンの日記からドラキュラの計画を看破したヘルシングは、彼が自身のアジトに運び込んだ故郷の土を浄化することで逃げ道を防いでいき、最後に討伐する策を立てる。計画は途中まで上手く進むが、ドラキュラは報復としてヘルシングらを出し抜いてミナを襲い、彼女に吸血鬼化の呪いをかける。一転して窮地に立たされるも、ヘルシングはドラキュラとミナがテレパシーで繋がったことを逆用し、催眠術を使ってドラキュラの居場所を探知する。
追い詰められたドラキュラは、一足早くトランシルヴァニアへ逃亡するが、ヘルシングらはそれも察知する。ジョナサンの案内でトランシルヴァニアに向かったヘルシング一行は城へ向かうドラキュラの先回りに成功する。ヘルシングたちは二手に分かれることにし、ヘルシングはミナと共にドラキュラ城へ向かい、女吸血鬼3人を討伐し、仮にドラキュラが戻ってきても城に入れないよう浄化を行う。その後、ヘルシングはジョナサンとモリスがちょうどドラキュラを討伐したところに合流する。
最後に7年後のことに言及したヘルシングの手記が示され、関係者は全員幸福な生活を送っていることが明かされる。

## 舞台・映画・テレビドラマ
1920年代にイギリスでロングランヒットを記録した舞台化においては、劇団主宰者で看板俳優であり、自ら脚本も執筆したハミルトン・ディーンがドラキュラではなくヘルシングを演じた。これを先駆けとして舞台や映画化では、直接ドラキュラと闘う、原作と比べてもより重要なポジションを占める場合が多くなった。
1931年の初の公式な映画作品である『魔人ドラキュラ』では、ブロードウェイ版の舞台でヘルシングを演じたエドワード・ヴァン・スローンが配役された。原作同様の老教授ではあったが、直接ドラキュラと渡り合う役柄で存在感が大きく、後継作の『女ドラキュラ』で再び演じている。

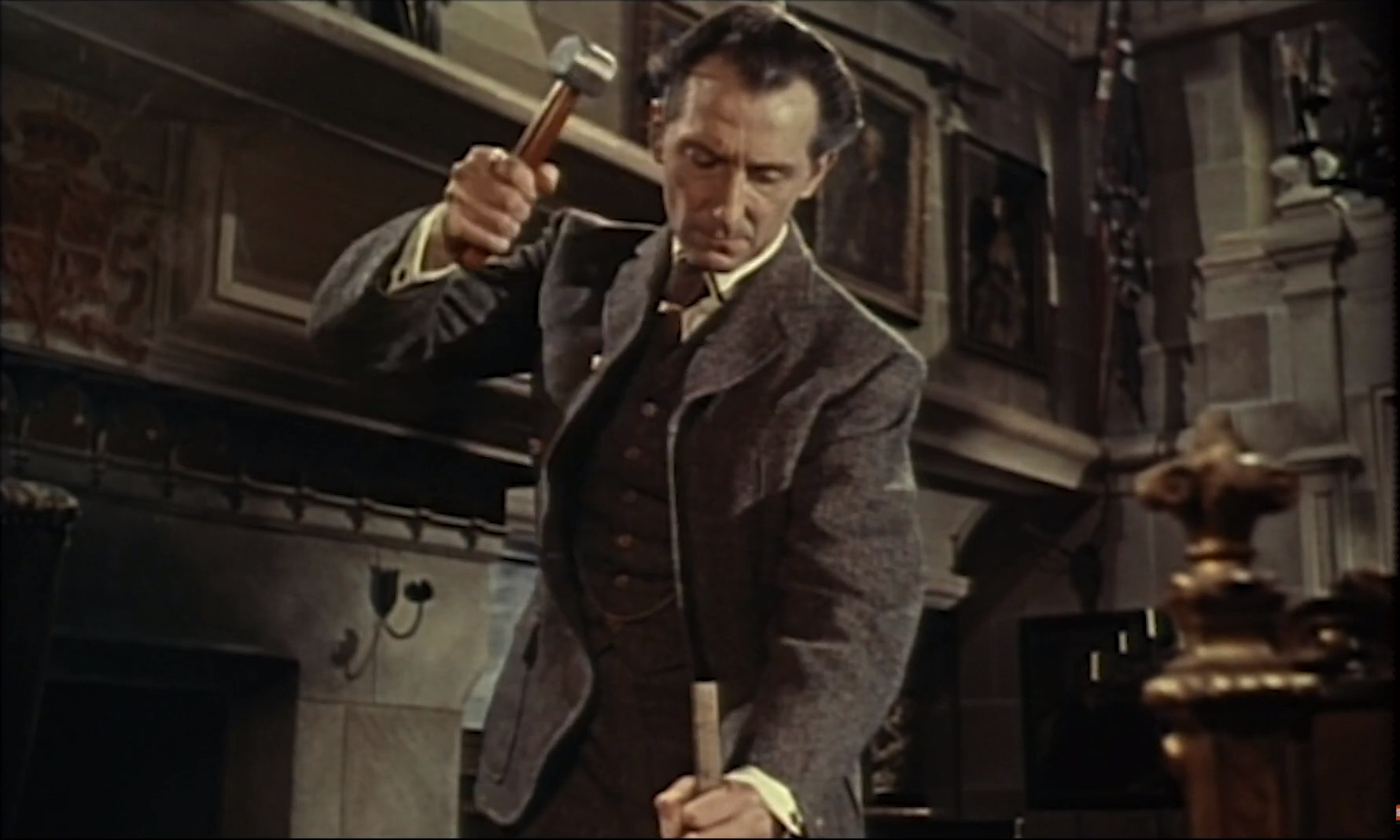
1960年公開の映画『吸血鬼ドラキュラの花嫁』でヘルシングを演じるピーター・カッシング

1958年の映画『吸血鬼ドラキュラ』では、前年に『フランケンシュタインの逆襲』で主役のフランケンシュタイン男爵を演じて怪奇スターとなっていたピーター・カッシングが、ドラキュラと対峙し、格闘シーンもある完全な主役としてヘルシングを演じた。原作とは違う40代で痩身、シャーロック・ホームズを思わせるクールで俊敏なヘルシングであった。カッシングはこの映画の大ヒットより、新しく魅力的なヘルシング像を創造した俳優として支持され、当たり役として1974年の『ドラゴンvs7人の吸血鬼』まで5度演じた。これによりヘルシングには吸血鬼研究の権威、吸血鬼ハンターの代名詞的存在としてのイメージが定着した。
以降、映画ではローレンス・オリヴィエ、ハーバート・ロムら大物俳優がそれぞれの個性を生かしたヘルシングを演じている。1992年の『ドラキュラ』では『羊たちの沈黙』のハンニバル・レクター博士役で知られるアンソニー・ホプキンスが演じた。2004年にはヘルシングをモンスターハンターとしてタイトル・ロールとしたアメリカ映画『ヴァン・ヘルシング』が製作された。ヘルシング役はヒュー・ジャックマンであった。
2016年からSyfyで放送され、アメリカ以外ではNetflixで配信されているドラマシリーズ『ヴァン・ヘルシング』では、近未来を舞台にヘルシングの子孫の女性ヴァネッサ・ヴァン・ヘルシングが登場する。
2020年に公開されたNetflixとBBC One合作のドラマシリーズ『ドラキュラ伯爵』ではヘルシングを修道女として登場させ、名前もアガサ・ヴァン・ヘルシングと変更されている。アガサおよびその21世紀の子孫の科学者ゾーイがドラキュラと闘う。

## その他の作品におけるヴァン・ヘルシング
- ドン・ドラキュラ（日本：漫画・アニメ）
- HELLSING（日本：漫画・アニメ）
- GS美神 極楽大作戦!!（日本：漫画・アニメ）
- 伊藤計劃『屍者の帝国』（日本：小説・アニメ）
- GODEATH 〜女神の血脈〜（日本：漫画・アニメ）
- Code:Realize 〜創世の姫君〜（日本：ゲーム・アニメ）
- ヴァン・ヘルシング Darkness Blood（日本：漫画）
- スシシスターハンター（日本：漫画）
- ブラッドジャケット(日本：小説)
- 吸血鬼すぐ死ぬ（日本：漫画・アニメ）

## 演じた俳優
- エドワード・ヴァン・スローン 『魔人ドラキュラ』（1931年）他
- ピーター・カッシング 『吸血鬼ドラキュラ』（1958年）他
- ハーバート・ロム 『ドラキュラ / 吸血のデアボリカ』（1970年）
- ナイジェル・ダヴェンポート『凄惨!狂血鬼ドラキュラ』（1973年）
- デニス・プライス 『Son of Dracula』（1974年）
- ローレンス・オリヴィエ 『ドラキュラ』（1979年）
- ジャック・グウィリム 『ドラキュリアン』（1987年）
- アンソニー・ホプキンス 『ドラキュラ』（1992年）
- メル・ブルックス 『レスリー・ニールセンのドラキュラ』（1995年）
- クリストファー・プラマー『ドラキュリア』（2000年）
- ヒュー・ジャックマン 『ヴァン・ヘルシング』（2004年）
- ルトガー・ハウアー『ダリオ・アルジェントのドラキュラ』（2014年）
- ドリー・ウェルズ『ドラキュラ伯爵』（2020年） - 名前はアガサ・ヴァン・ヘルシングに変わっている。